# Moyeuvre-Grande
Moyeuvre-Grande és un municipi francès, situat al departament del Mosel·la i a la regió del Gran Est. L'any 2007 tenia 8.210 habitants.

## Demografia

### Població
El 2007 la població de fet de Moyeuvre-Grande era de 8.210 persones. Hi havia 3.303 famílies, de les quals 997 eren unipersonals (392 homes vivint sols i 605 dones vivint soles), 938 parelles sense fills, 1.073 parelles amb fills i 295 famílies monoparentals amb fills.
La població ha evolucionat segons el següent gràfic:
Habitants censats

### Habitatges
El 2007 hi havia 3.690 habitatges, 3.384 eren l'habitatge principal de la família, 7 eren segones residències i 299 estaven desocupats. 2.391 eren cases i 1.290 eren apartaments. Dels 3.384 habitatges principals, 2.178 estaven ocupats pels seus propietaris, 1.134 estaven llogats i ocupats pels llogaters i 72 estaven cedits a títol gratuït; 52 tenien una cambra, 211 en tenien dues, 762 en tenien tres, 1.205 en tenien quatre i 1.154 en tenien cinc o més. 1.956 habitatges disposaven pel capbaix d'una plaça de pàrquing. A 1.582 habitatges hi havia un automòbil i a 996 n'hi havia dos o més.

### Piràmide de població
La piràmide de població per edats i sexe el 2009 era:
| Homes | Edats   | Dones |
| ----- | ------- | ----- |
| 0     | 95 o +  | 8     |
| 4     | 90 a 94 | 28    |
| 24    | 85 a 89 | 84    |
| 20    | 80 a 84 | 76    |
| 116   | 75 a 79 | 168   |
| 244   | 70 a 74 | 308   |
| 296   | 65 a 69 | 296   |
| 232   | 60 a 64 | 296   |
| 184   | 55 a 59 | 232   |
| 268   | 50 a 54 | 268   |
| 288   | 45 a 49 | 296   |
| 328   | 40 a 44 | 320   |
| 312   | 35 a 39 | 300   |
| 276   | 30 a 34 | 312   |
| 348   | 25 a 29 | 276   |
| 308   | 20 a 24 | 292   |
| 316   | 15 a 19 | 312   |
| 328   | 10 a 14 | 296   |
| 272   | 5 a 9   | 228   |
| 172   | 0 a 4   | 232   |

## Economia
El 2007 la població en edat de treballar era de 5.038 persones, 3.346 eren actives i 1.692 eren inactives. De les 3.346 persones actives 2.766 estaven ocupades (1.621 homes i 1.145 dones) i 580 estaven aturades (256 homes i 324 dones). De les 1.692 persones inactives 355 estaven jubilades, 542 estaven estudiant i 795 estaven classificades com a «altres inactius».

### Ingressos
El 2009 a Moyeuvre-Grande hi havia 3.278 unitats fiscals que integraven 7.824 persones, la mediana anual d'ingressos fiscals per persona era de 14.600 €.

### Activitats econòmiques
Dels 180 establiments que hi havia el 2007, 3 eren d'empreses extractives, 5 d'empreses alimentàries, 1 d'una empresa de fabricació de material elèctric, 14 d'empreses de fabricació d'altres productes industrials, 27 d'empreses de construcció, 39 d'empreses de comerç i reparació d'automòbils, 14 d'empreses de transport, 14 d'empreses d'hostatgeria i restauració, 6 d'empreses financeres, 7 d'empreses immobiliàries, 8 d'empreses de serveis, 32 d'entitats de l'administració pública i 10 d'empreses classificades com a «altres activitats de serveis».
Dels 55 establiments de servei als particulars que hi havia el 2009, 1 era una comissaria de policia, 1 oficina d'administració d'Hisenda pública, 1 gendarmeria, 1 oficina de correu, 4 oficines bancàries, 2 funeràries, 3 tallers de reparació d'automòbils i de material agrícola, 2 autoescoles, 3 paletes, 9 guixaires pintors, 3 fusteries, 10 lampisteries, 1 electricista, 5 perruqueries, 6 restaurants, 2 agències immobiliàries i 1 saló de bellesa.
Dels 17 establiments comercials que hi havia el 2009, 3 eren supermercats, 2 botiges de menys de 120 m², 4 fleques, 2 carnisseries, 2 llibreries, 1 una botiga d'equipament de la llar, 1 una sabateria i 2 floristeries.
L'any 2000 a Moyeuvre-Grande hi havia 4 explotacions agrícoles.

## Equipaments sanitaris i escolars
El 2009 hi havia 1 hospital de tractaments de curta durada, 1 hospital de tractaments de mitja durada (seguiment i rehabilitació, 1 un hospital de tractaments de llarga durada, 2 centres de salut, 4 farmàcies i 1 ambulància.
El 2009 hi havia 4 escoles maternals i 3 escoles elementals. A Moyeuvre-Grande hi havia 1 col·legi d'educació secundària i 1 liceu tecnològic. Als col·legis d'educació secundària hi havia 363 alumnes i als liceus tecnològics 225.

## Poblacions més properes
El següent diagrama mostra les poblacions més properes.